# Pinceau à réserve d'eau
Un pinceau à réserve d'eau est un corps en plastique servant de réservoir.
Les pinceaux à réservoir sont des outils qui s’adaptent parfaitement aux travaux à l’aquarelle, à la gouache (fluide), à l’encre et à l’acrylique (fluide). En effet, ces pinceaux se composent d’un tube pouvant contenir de la peinture liquide ou de l’eau. Pour utiliser le liquide contenu dans ce tube, il suffit de le presser de temps en temps. Ainsi, la quantité de liquide souhaitée s’écoulera sur le support. Ce qui permet d’optimiser la technique utilisée et d’obtenir de merveilleux rendus.

## Composition
Ces outils dédiés aux travaux basés sur les techniques humides sont équipés de réservoirs d’eau qui alimentent directement les poils. 
Ils sont composés de poils synthétiques très résistants. 
Le réservoir de chaque pinceau se remplit avec de la peinture diluable à l’eau. 

## Technique

### Utilisation du pinceau
Aujourd’hui, ces pinceaux ont révolutionné le monde des outils de peinture, car ils sont plus faciles à utiliser. En les utilisant, l'utilisateur(ice) n’a plus besoin de mouiller les poils à l’extérieur, il suffit de presser le réservoir pour obtenir la quantité d’eau souhaitée. Lorsque le contenu du réservoir se termine, il suffit de le recharger en encre aquarellable ou en eau. Ces outils recommandés aux aquarellistes s’utilisent à n’importe où et à n’importe quel moment. Ils permettent aux nomades de peindre sans avoir besoin de transporter un pot à eau. 
Pour éviter le dessèchement, la pointe est protégée par un capuchon. Après usage du pinceau à réservoir, il suffit d’appuyer fermement sur le réservoir afin d’évacuer l’eau restante. Cela permet également de nettoyer les poils du pinceau.